# Everyday at the Bus Stop
Singles de Tommy february6
♥KISS♥ ONE MORE TIME
(2001)
Everyday at the Bus Stop est le premier single de Tommy february6 sorti le 25 juillet 2001 au Japon. Il atteint la 12e place du classement de l'Oricon et reste classé pendant 12 semaines. Everyday at the bus stop et Walk Away from You My Babe se trouvent sur l'album Tommy february6; Everyday at the bus stop se trouve aussi sur la compilation Strawberry Cream Soda Pop "Daydream".
Toutes les paroles sont écrites par Tommy february6, toute la musique est composée par Malibu Convertible.
| 1. | Everyday at the Bus Stop                                   |  |
| 2. | Walk Away from You My Babe                                 |  |
| 3. | Since Yesterday                                            |  |
| 4. | Everyday at the bus stop (Captain Funk "Daydream" Edition) |  |

| 1. | Everyday at the Bus Stop (PV)                    |  |
| 2. | Everyday at the Bus Stop (Choreographic Version) |  |
| 3. | Everyday at the Bus Stop (Karaoke Version)       |  |
| 4. | Everyday at the Bus Stop (TV-Spot)               |  |
| 5. | Making of                                        |  |